# بزرگمهر رفیعا
بزرگمهر رفیعا (زاده  ۱۳۱۷، تهران - ) کارگردان اهل ایران است.

## زندگی‌نامه
وی متولد ۱۳۱۷ تهران است. او دارای فوق لیسانس مدرک سینما از دانشگاه UCLA آمریکا می‌باشد. در دوران دبیرستان با جلال مقدم و جلال آل‌احمد آشنا شده که جزو معلمینش بودند. کار هنری را با داستان‌نویسی شروع کرد و تعدادی از داستان هایس از قبیل «گداخونه» و «مبارزهٔ تن‌به‌تن» به لطف جلال آل‌احمد در مجله سخن و دیگر مجله‌های آن زمان به چاپ رسید. 
فعالیت در سینما را نیز به لطف آشنایی با جلال مقدم از سال ۱۳۳۷ با بازی در در نقش کوتاهی در فیلم «جنوب شهر» آغاز کرد. بعدها برای تحصیل در رشتهٔ سینما یه آمریکا رفت. در دوران دانشجویی در آمریکا تعدادی نمایش به عنوان بازیگر و کارگردان بر روی صحنه برد که از میان آنها می‌توان به نمایش‌های: «کمدی اشتباهات»، «موش‌ها و آدم‌ها»، و «دوزخ» اشاره کرد. 
سپس لیسانس در رشتهٔ تئاتر گرفت و در سال آخر تحصیل تئاتر را مشترکاً با سینما خواند و فوق لیسانس سینما گرفت. در سال ۱۳۵۲ به ایران بازگشت و به عنوان مدرس رشتهٔ سینما در دانشکدهٔ هنرهای دراماتیک و دانشگاه فارابی مشغول به کار شد. 
در سال‌های ۱۳۵۸ و ۱۳۵۹ نیز سرپرستی بخش سینما و ریاست دانشکدهٔ هنرهای دراماتیک را برعهده داشت. در حال حاضر نیز مدرس رشتهٔ سینما در دانشکدهٔ سینما و تئاتر و دانشکدهٔ صدا و سیما می‌باشد. وی همچنین دارای درجه دکتری از وزارت فرهنگ و ارشاد اسلامی نیز هست.

### سمت‌ها
- تدریس در دانشکده هنرهای دراماتیک
- سرپرستی گروه سینما در دانشکده هنرهای دراماتیک
- معاون آموزش و پژوهش مرکز اسلامی آموزش فیلمسازی
- معاون آموزشی و رئیس واحد سینمایی دانشکده جهاد دانشگاهی
- مدیر عامل شرکت تولیدی و مؤسسه آموزشی «به اندیش»
- رئیس هیئت مدیره کانون مدرسان ایرانی سینما
- رئیس مرکز علمی کاربردی به اندیش

## فیلمشناسی

### سینمایی
- بوف کور (کارگردان ۱۳۵۱ در آمریکا)
- بنگاه تئاترال (کارگردان ۱۳۵۴) ناتمام ماند
- کاروان‌ها (دستیار کارگردان ۱۳۵۶ محصول مشترک ایران و آمریکا) در ایران نمایش داده نشد
- ویزا (بازیگر ۱۳۶۶)
- دادستان (فیلم) (کارگردان و نویسنده، بر اساس فیلمنامه‌ای از مرسل صادقی تهیه کننده با مشارکت بیژن بوستانچی مدیر تولید ۱۳۷۰)

### تلویزیونی
- شاهراه تمدن (دستیار کارگردان «دیوید فراست» ۱۳۵۵ تولید شبکهٔ تلویزیونی بی‌بی‌سی)

### فیلم‌های کوتاه
- سکه در کشو
- گل بر آفتاب
- روشندلان
- هنر بعد از اسلام
- ما زنده از آنیم
- کندگان
- تذهیب کتاب
- رعد در دور دست
- جراحی قلب رماتیسمی
- جراحی میکروسکوپی
- عینک (بازیگر)